# Eptesicus bobrinskoi
Eptesicus bobrinskoi је врста слепог миша из породице вечерњака (лат. Vespertilionidae).

## Распрострањење
Ареал врсте је ограничен на једну државу. Казахстан је једино познато природно станиште врсте.

## Станиште
Станиште врсте су пустиње. Врста је присутна северно од Аралског мора.

## Угроженост
Ова врста је наведена као последња брига, јер има широко распрострањење и честа је врста.